# آن ريتشاردز (ممثلة)
آن ريتشاردز (بالإنجليزية: Ann Richards) هي ممثلة أسترالية، ولدت في 13 ديسمبر 1917 بسيدني في أستراليا، وتوفيت في 25 أغسطس 2006 بتوررانسي في الولايات المتحدة.

## أعمال

### أفلام
- (1942) حصاد عشوائي

## وصلات خارجية
- آن ريتشاردز على موقع IMDb (الإنجليزية)
- آن ريتشاردز على موقع ألو سيني (الفرنسية)
- آن ريتشاردز على موقع ألو سيني (الفرنسية)
- آن ريتشاردز على موقع تيرنر كلاسيك موفيز (الإنجليزية)
- آن ريتشاردز على موقع أول موفي (الإنجليزية)
- آن ريتشاردز على موقع قاعدة بيانات الأفلام السويدية (السويدية)
- آن ريتشاردز على موقع إن إن دي بي (الإنجليزية)
- آن ريتشاردز على موقع قاعدة بيانات الفيلم (الإنجليزية)
- آن ريتشاردز على موقع كينوبويسك (الروسية)